# Central Kalahari Game Reserve

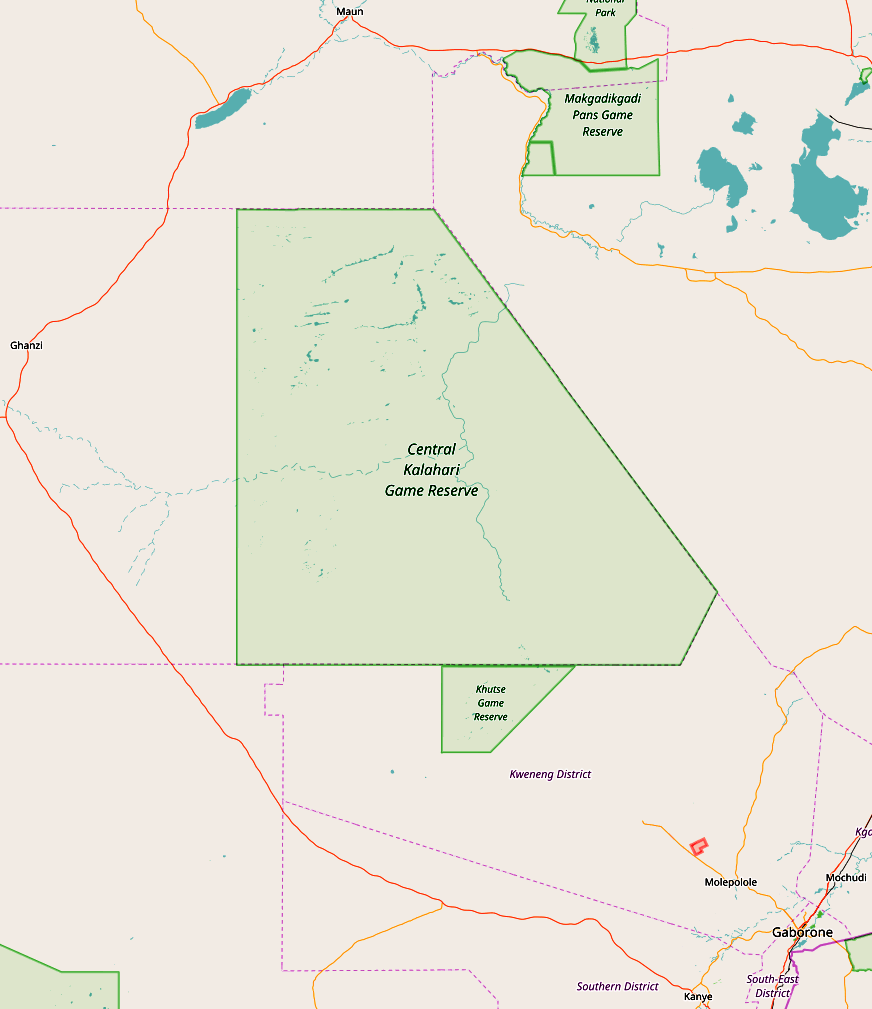
Lagekarte des CKGR im Zentrum Botswanas

Das Central Kalahari Game Reserve (CKGR) ist ein 1961 gegründetes Wildreservat in der Kalahari in Botswana.

## Landschaft
Der Park umfasst eine Fläche von 52.800 km² und ist damit das weltweit zweitgrößte Wildreservat. Das Land ist überwiegend flach, mit Büschen, Gras, Sanddünen und großen Bäumen. Viele der Flussläufe sind zu Salztonebenen versteinert. Vier versteinerte Flüsse durchziehen das Reservat und das Deception Valley, das sich vor 16.000 Jahren zu bilden begann.

## Tiere
Im Park leben Tiere wie Giraffen, Schabrackenhyänen, Warzenschweine, Geparden, Wildhunde, Leoparden, Löwen, Streifengnus, Elenantilopen, Spießböcke, Kudus und rote Kuhantilopen.

## Bewohner
Die San bewohnten das Gebiet seit langer Zeit, sie zogen durch das Gebiet als nomadische Jäger. 5000 Basarwa, Gana, Gwi und Tsila (und ihre Nachbarn, die Bakgalagadi) lebten friedlich in dem Reservat. In den frühen 1980er Jahren wurden Diamanten im Reservat entdeckt. Schon bald wurde den San von Regierungsbeamten mitgeteilt, dass sie das Reservat wegen der entdeckten Diamanten verlassen müssten. In drei großen Räumungen 1997, 2002 und 2005 wurden die San aus dem Reservat vertrieben. Sie lebten fortan in Umsiedlungslagern außerhalb des Reservats. In einem jahrelangen Rechtsstreit, dem teuersten in der Geschichte des Landes, wurde den Menschen schließlich 2006 das Recht zugesprochen, auf ihr angestammtes Land zurückzukehren (siehe auch: Unity Dow).
Die Regierung Botswanas erschwerten den San jedoch den Zugang zu sauberem Wasser, sodass sie weite Wege zurücklegen mussten, um an Trinkwasser zu gelangen. Nach weiteren Verhandlungen wurde ihnen im Januar 2011 in einem historischen Urteil endlich das Recht auf Wasser zugesprochen.